# Accident d'un Dornier 228 en RDC en 2019
Le 24 novembre 2019, un avion bi-turbopropulseur Dornier 228 exploité par le transporteur local Busy Bee Congo s'est écrasé peu après son décollage de l'aéroport international de Goma, dans l'Est de la République démocratique du Congo et est tombé dans une partie densément peuplée de la ville, faisant de nombreuses victimes au sol,. L'avion devait relier Goma à Beni, à environ 350 kilomètres au nord. Il transportait 17 passagers et deux membres d'équipage. Il s'agit de l'accident le plus meurtrier du Dornier 228.

## Contexte
En raison du manque de fonds, de la pauvreté, du manque de supervision et de la corruption au sein du gouvernement, la sécurité aérienne en République démocratique du Congo, en particulier parmi les compagnies à bas prix est réputée mauvaise. Tous les transporteurs du pays sont interdits d'exploitation dans l'Union européenne. Plusieurs accidents, ayant tué plusieurs dizaines de personnes dans l'avion ou au sol, se sont se déjà produits à Goma. En 2008, un DC-9 âgé de 31 ans et assurant le vol 122 de Hewa Bora Airways s'est écrasé à la suite d'un problème moteur, tuant près de 50 personnes au sol.
En 2002, le volcan Nyiragongo, situé à environ 15 kilomètres, entre en éruption et endommage la piste de l'aéroport de Goma, en détruisant la partie nord. Il a fallu près de 13 ans (jusqu'en 2015) et plusieurs incidents pour que la piste soit réparée et prolongée.
La compagnie aérienne exploitant l’avion, Busy Bee Congo, a été fondée en 2007 et utilise l'aéroport de Goma comme base pour sa flotte de Dornier 228.

## Avion
L'avion impliqué était un Dornier 228, équipé de deux turbopropulseurs Garrett TPE331 et immatriculé 9S-GNH. Il était âgé de plus de 35 ans (premier vol en mai 1984).
En 1994, alors immatriculé SX-BHC, l'appareil avait subi un incident près d'Athènes en Grèce. Alors qu'il effectuait une approche par faible visibilité, l'avion a percuté des lignes à haute tension sur une colline proche de l'aéroport, entraînant l'arrêt du moteur gauche et endommageant une partie du fuselage. Les pilotes avaient pu effectuer un atterrissage d'urgence. L'avion fut réparé et reprit le service.

## Accident
Selon les premiers rapports, l’avion aurait subi une panne moteur et s’est écrasé moins d’une minute après le décollage. Des témoins ont décrit l'avion volant avec une épaisse fumée noire provenant des moteurs avant de s'écraser sur l’un des quartiers à forte densité de population de la ville. L’appareil s’est violemment enflammé, empêchant les locaux d’aider les victimes.
Le vice-ministre des Transports a indiqué que 26 personnes étaient décédées dans l'accident : 16 passagers, deux membres d'équipage et une famille de six personnes qui vivaient dans une maison touchée. Un passager a survécu à l'accident.
Après avoir interdit de vol la flotte de Busy Bee Congo le 3 décembre, l'autorité de l'aviation civile dépendant du ministère des Transports congolais a finalement autorisé la reprise de ses activités le 14 décembre 2019,.